# Roberts Zīle
Roberts Zīle (Riga, 20 giugno 1958) è un politico ed economista lettone.
Europarlamentare dal 2004 per Alleanza Nazionale, è stato eletto Vicepresidente del Parlamento europeo nel gennaio del 2022.
Partecipante abituale e co-organizzatore del V Forum delle Nazioni Libere della Post-Russia.